# Білейківська сільська рада
Білейківська сільська́ ра́да — адміністративно-територіальна одиниця та орган місцевого самоврядування в Козелецькому районі Чернігівської області. Адміністративний центр — село Білейки.

## Загальні відомості
- Населення ради: 917 осіб (станом на 2001 рік)

## Населені пункти
Сільській раді були підпорядковані населені пункти:
- с. Білейки (256 осіб)
- с. Кривицьке (42 особи)
- с. Новики (193 особи)
- с. Опеньки (104 особи)
- с. Тарасів (242 особи)
- с. Шами (80 осіб)

## Склад ради
Рада складалася з 12 депутатів та голови.
- Голова ради: Степанець Володимир Григорович
- Секретар ради: Коваленко Ольга Григорівна

### Керівний склад попередніх скликань
| Прізвище, ім'я, по батькові    | Основні відомості                                                               | Дата обрання | Дата звільнення |
| ------------------------------ | ------------------------------------------------------------------------------- | ------------ | --------------- |
| Степанець Володимир Григорович | Сільський голова, 1960 року народження, освіта середня спеціальна, безпартійний | 26.03.2006   | 31.10.2010      |
| Степанець Володимир Григорович | Сільський голова, 1960 року народження, освіта середня спеціальна, безпартійний | 31.10.2010   |                 |

Примітка: таблиця складена за даними сайту Верховної Ради України

### Депутати
За результатами місцевих виборів 2010 року депутатами ради стали:

#### За суб'єктами висування
| Суб'єкт висування                                       | Кількість обраних депутатів | %    |
| ------------------------------------------------------- | --------------------------- | ---- |
| Самовисування                                           | 5                           | 41,7 |
| Партія регіонів                                         | 3                           | 25   |
| Політична партія Всеукраїнське об'єднання «Батьківщина» | 3                           | 25   |
| Соціалістична партія України                            | 1                           | 8,3  |

#### За округами
| № округу                                                | Прізвище, ім'я, по батькові      | Дата визнання обраним | Освіта             | Партійна приналежність                        | Відомості про обраного депутата                          |
| ------------------------------------------------------- | -------------------------------- | --------------------- | ------------------ | --------------------------------------------- | -------------------------------------------------------- |
| Партія регіонів                                         |                                  |                       |                    |                                               |                                                          |
| 3                                                       | Ковбаса Наталія Кузьмівна        | 01.11.2010            | вища               | позапартійна                                  | Білейківська загальноосвітня школа І-ІІ ст., вчитель     |
| 5                                                       | Пиженко Тамара Миколаївна        | 01.11.2010            | вища               | позапартійна                                  | Білейківська загальноосвітня школа І-ІІ ст., вчитель     |
| 8                                                       | Коваленко Олена Григорівна       | 01.11.2010            | вища               | позапартійна                                  | Білейківська сільська рада, секретар                     |
| Політична партія Всеукраїнське об'єднання «Батьківщина» |                                  |                       |                    |                                               |                                                          |
| 9                                                       | Боришполець Сергій Володимирович | 01.11.2010            | середня спеціальна | член Всеукраїнського об'єднання «Батьківщина» | тимчасово не працює                                      |
| 10                                                      | Старик Надія Вікторівна          | 01.11.2010            | середня спеціальна | позапартійна                                  | тимчасово не працює                                      |
| 11                                                      | Трип'ядко Тамара Леонідівна      | 16.05.2011            | середня спеціальна | член Всеукраїнського об'єднання «Батьківщина» | фельдшерсько-акушерський пункт Тарасівський, завідувачка |
| Соціалістична партія України                            |                                  |                       |                    |                                               |                                                          |
| 7                                                       | Савченко Володимир Григорович    | 01.11.2010            | середня спеціальна | позапартійний                                 | Білейківська загальноосвітня школа І-ІІ ст., робітник    |
| Самовисування                                           |                                  |                       |                    |                                               |                                                          |
| 1                                                       | Лупін Олександр Данилович        | 01.11.2010            | вища               | позапартійний                                 | ТОВ «Форнеті», інженер з охорони праці                   |
| 2                                                       | Скидан Владислав Анатолійович    | 01.11.2010            | середня спеціальна | позапартійний                                 | приватний підприємець                                    |
| 4                                                       | Бондаренко Ніна Іванівна         | 01.11.2010            | вища               | позапартійна                                  | Білейківська сільська рада, бухгалтер                    |
| 6                                                       | Мирута Іван Прокопович           | 01.11.2010            | середня            | позапартійний                                 | пенсіонер                                                |
| 12                                                      | Шматковський Іван Іванович       | 01.11.2010            | середня спеціальна | позапартійний                                 | Білейківський агролісгосп, лісник                        |